# Orkun Kökçü
Orkun Kökçü (Haarlem, 29 december 2000) is een Turks-Nederlands voetballer die doorgaans als middenvelder speelt. Hij debuteerde in 2018 in het betaald voetbal in het shirt van Feyenoord, waar hij in juni 2023 vertrok. Kökçü maakte de overstap naar het Portugese SL Benfica, waar hij een vijfjarig contract tekende. Kökçü debuteerde in september 2020 in het Turks voetbalelftal, waarmee hij deelnam aan het EK 2020 en het EK 2024.

## Spelerscarrière

### Jeugd
Kökçü begon zijn carrière in de jeugd van Olympia Haarlem en HFC EDO in Haarlem, waarna hij naar IJ.V.V. Stormvogels in IJmuiden vertrok. Daar werd hij gescout door FC Groningen. Na drie jaar in de jeugdopleiding van FC Groningen te hebben gespeeld, maakte hij in 2014 de overstap naar Feyenoord.

### Feyenoord
Vanaf het seizoen 2018/19 zit Kökçü regelmatig in de A-selectie van Feyenoord. Op 27 september 2018 maakte hij hier zijn officiële debuut in de wedstrijd om de KNVB beker tegen VV Gemert, waarin hij op slag van rust voor de 0–2 zorgde. Feyenoord won deze wedstrijd met 0–4. Kökçü werd een kwartier voor tijd van het veld gehaald. Op 9 december 2018 maakte Kökçü zijn Eredivisie-debuut als invaller in de uitwedstrijd tegen FC Emmen, waarin hij met een assist en een doelpunt een grote bijdrage leverde aan een 1–4 overwinning voor Feyenoord. Op 10 april 2019 werd het contract van Kökçü verlengd tot medio 2023. Op 8 augustus 2019 speelde hij zijn eerste internationale wedstrijd, in een 4–0 overwinning tegen Dinamo Tbilisi in de voorrondes van de Europa League. Drie weken later maakte hij ook zijn eerste internationale doelpunt, in de uitwedstrijd tegen Hapoel Beër Sjeva. In het seizoen 2019/20 werd hij een basisspeler bij Feyenoord. In juli 2020 werd het contract van Kökçü nogmaals verlengd, ditmaal tot medio 2025. Tegen PEC Zwolle op 21 november 2021 speelde Kökçü op twintigjarige leeftijd zijn honderdste officiële wedstrijd voor de Rotterdammers. Voor zijn prestaties in januari 2022 werd hij uitgeroepen tot Speler van de Maand in de Eredivisie. Voor zijn prestaties in februari 2022 kreeg hij dezelfde prijs uitgereikt. Na het vertrek van Jens Toornstra aan de start van het seizoen 2022/23 werd Kökçü op 21-jarige leeftijd benoemd tot aanvoerder van Feyenoord. Met de Rotterdamse club kende hij een uitstekend seizoen en werden ze op 14 mei 2023 tot landskampioen gekroond. Een dag later mocht Kökçü, samen met hoofdtrainer Arne Slot, de traditionele huldiging op de Coolsingel inluiden met het tonen van de schaal aan ruim 150 duizend toeschouwers.

### SL Benfica
Na afloop van het seizoen kwam de interesse voor Kökçü op gang. Uiteindelijk werd op 10 juni 2023 bekend dat hij een vijfjarig contract had getekend bij de Portugese landskampioen SL Benfica. De Portugezen betaalden een vast bedrag van 25 miljoen euro, waarbij de transfersom door bonussen en een doorverkoopclausule nog verder kan oplopen voor de Rotterdammers. Op 17 maart 2024 werd Kökçü uit de selectie gezet na een interview waarin hij kritiek uitte op trainer Roger Schmidt. Tot dat moment maakte hij 10 assists dat seizoen, het hoogste aantal dat hij bereikte sinds hij zijn seniorendebuut maakte. Eind maart werd Kökçü in genade genomen en weer teruggebracht bij de selectie.

### Beşiktaş
In juli 2025 zette Kökçü een schokgolf door de transfermarkt door te tekenen voor zijn jeugdliefde Beşiktaş, die hem huurde met een verplichte optie tot koop voor 25 miljoen euro en 5 miljoen euro aan bonussen, de duurste transfer ooit door Beşiktaş. Daarnaast kreeg hij het rugnummer 10 bij het team. Als salaris kreeg hij 5 miljoen euro per jaar toegekend.

## Clubstatistieken

### Senioren
| Seizoen        | Club           | Competitie     | Competitie | Competitie | Competitie | Beker | Beker | Beker | Internationaal | Internationaal | Internationaal | Totaal | Totaal | Totaal |
| Seizoen        | Club           | Competitie     | Wed.       | Dlp.       | Ass.       | Wed.  | Dlp.  | Ass.  | Wed.           | Dlp.           | Ass.           | Wed.   | Dlp.   | Ass.   |
| -------------- | -------------- | -------------- | ---------- | ---------- | ---------- | ----- | ----- | ----- | -------------- | -------------- | -------------- | ------ | ------ | ------ |
| 2018/19        | Feyenoord      | Eredivisie     | 11         | 3          | 4          | 1     | 1     | 0     | 0              | 0              | 0              | 12     | 4      | 4      |
| 2019/20        | Feyenoord      | Eredivisie     | 22         | 2          | 4          | 4     | 0     | 0     | 9              | 1              | 2              | 35     | 3      | 6      |
| 2020/21        | Feyenoord      | Eredivisie     | 24         | 3          | 3          | 1     | 0     | 0     | 6              | 1              | 0              | 31     | 4      | 3      |
| 2021/22        | Feyenoord      | Eredivisie     | 32         | 7          | 9          | 1     | 0     | 0     | 18             | 2              | 0              | 51     | 9      | 9      |
| 2022/23        | Feyenoord      | Eredivisie     | 32         | 8          | 3          | 4     | 1     | 0     | 10             | 3              | 2              | 46     | 12     | 5      |
| Clubtotaal     | Clubtotaal     | Clubtotaal     | 121        | 23         | 23         | 11    | 2     | 0     | 43             | 7              | 4              | 175    | 32     | 27     |
| 2023/24        | Benfica        | Primeira Liga  | 27         | 7          | 8          | 7     | 0     | 3     | 9              | 0              | 0              | 43     | 7      | 11     |
| 2024/25        | Benfica        | Primeira Liga  | 33         | 7          | 7          | 6     | 1     | 2     | 16             | 4              | 2              | 55     | 12     | 11     |
| Clubtotaal     | Clubtotaal     | Clubtotaal     | 60         | 14         | 15         | 13    | 1     | 5     | 25             | 4              | 2              | 98     | 19     | 22     |
| 2025/26        | → Beşiktaş     | Süper Lig      | 0          | 0          | 0          | 0     | 0     | 0     | 2              | 0              | 0              | 2      | 0      | 0      |
| Clubtotaal     | Clubtotaal     | Clubtotaal     | 0          | 0          | 0          | 0     | 0     | 0     | 2              | 0              | 0              | 2      | 0      | 0      |
| Carrièretotaal | Carrièretotaal | Carrièretotaal | 181        | 37         | 38         | 23    | 3     | 5     | 70             | 11             | 6              | 275    | 51     | 49     |

Bijgewerkt tot en met 7 augustus 2025.

## Interlandcarrière
Kökçü speelde voor diverse jeugdelftallen van het Nederlands voetbalelftal. Echter werd in juli 2019 duidelijk dat hij niet wilde uitkomen voor het Nederlands, maar voor het Turks voetbalelftal. Kökçü debuteerde voor Turkije op 6 september 2020 in een wedstrijd in de Nations League tegen Servië. Deze wedstrijd werd met 0–0 gelijkgespeeld en Kökçü werd in de zestigste minuut vervangen door Cengiz Ünder. Op 2 juni 2021 werd bekendgemaakt dat Şenol Güneş Kökçü opnam in de Turkse selectie voor het EK 2020. Turkije verloor alle wedstrijden op het toernooi. In de laatste groepswedstrijd tegen Zwitserland verving Kökçü in de tachtigste minuut İrfan Can Kahveci. Op 16 november 2021 maakte hij zijn eerste interlanddoelpunt; de winnende treffer in het WK-kwalificatieduel tegen Montenegro. Door de overwinning plaatste Turkije zich voor de play-offs.
| Interlands van Orkun Kökçü voor Turkije | Interlands van Orkun Kökçü voor Turkije | Interlands van Orkun Kökçü voor Turkije | Interlands van Orkun Kökçü voor Turkije | Interlands van Orkun Kökçü voor Turkije | Interlands van Orkun Kökçü voor Turkije |
| №                                       | Datum                                   | Wedstrijd                               | Uitslag                                 | Competitie                              | Goals                                   |
| Als speler bij Feyenoord                | Als speler bij Feyenoord                | Als speler bij Feyenoord                | Als speler bij Feyenoord                | Als speler bij Feyenoord                | Als speler bij Feyenoord                |
| --------------------------------------- | --------------------------------------- | --------------------------------------- | --------------------------------------- | --------------------------------------- | --------------------------------------- |
| 1                                       | 6 september 2020                        | Servië – Turkije                        | 0 – 0                                   | Nations League 2020/21                  |                                         |
| 2                                       | 11 november 2020                        | Turkije – Kroatië                       | 3 – 3                                   | Vriendschappelijk                       |                                         |
| 3                                       | 30 maart 2021                           | Turkije – Letland                       | 3 – 3                                   | Kwalificatie WK 2022                    |                                         |
| 4                                       | 27 mei 2021                             | Turkije – Azerbeidzjan                  | 2 – 1                                   | Vriendschappelijk                       |                                         |
| 5                                       | 31 mei 2021                             | Turkije – Guinee                        | 0 – 0                                   | Vriendschappelijk                       |                                         |
| 6                                       | 3 juni 2021                             | Turkije – Moldavië                      | 2 – 0                                   | Vriendschappelijk                       |                                         |
| 7                                       | 20 juni 2021                            | Zwitserland – Turkije                   | 3 – 1                                   | EK 2020                                 |                                         |
| 8                                       | 1 september 2021                        | Turkije – Montenegro                    | 2 – 2                                   | Kwalificatie WK 2022                    |                                         |
| 9                                       | 4 september 2021                        | Gibraltar – Turkije                     | 0 – 3                                   | Kwalificatie WK 2022                    |                                         |
| 10                                      | 7 september 2021                        | Nederland – Turkije                     | 6 – 1                                   | Kwalificatie WK 2022                    |                                         |
| 11                                      | 11 oktober 2021                         | Letland – Turkije                       | 1 – 2                                   | Kwalificatie WK 2022                    |                                         |
| 12                                      | 13 november 2021                        | Turkije – Gibraltar                     | 6 – 0                                   | Kwalificatie WK 2022                    |                                         |
| 13                                      | 16 november 2021                        | Montenegro – Turkije                    | 1 – 2                                   | Kwalificatie WK 2022                    | 60'                                     |

Bijgewerkt op 23 maart 2022.

## Persoonlijk
Orkun Kökçü is de jongere broer van Ozan Kökçü, die in 2017 debuteerde in het betaald voetbal voor Bursaspor en international is voor Azerbeidzjan.

## Erelijst
| Competitie           |           |           |
| Competitie           | Aantal    | Jaren     |
| Feyenoord            | Feyenoord | Feyenoord |
| -------------------- | --------- | --------- |
| Eredivisie           | 1x        | 2022/23   |
| Johan Cruijff Schaal | 1x        | 2018      |
| Benfica              |           |           |
| Taça da Liga         | 1x        | 2024/25   |

- Eredivisie Speler van de Maand: januari 2022, februari 2022
- Eredivisie Speler van de Maand onder 21: december 2019, maart 2021[bron?]